# Рудыковский, Евстафий Петрович
Евстафий Петрович Рудыковский (1784, Киевская губерния — 1851, Киев) — украинский (малороссийский), европейский и российский общественный и политический деятель, военный врач, поэт и сказочник.

## Биография
Родился 21 сентября (2 октября) 1784 года в семье православного священника, в Ольшанке (Васильковский уезд Киевской губернии). Его младший брат — Андрей Петрович Рудыковский (1796—1874).
В 1806 году окончил Киевскую духовную академию, в 1810 году — Петербургскую Медико-хирургическую академию. С 30 июня 1810 года служил лекарем в Томском пехотном полку, участвовал в войне 1812 года и в походах 1812—1815 гг.
С 1818 года служил в киевском госпитале, затем был прикомандирован к штабу 4-го пехотного корпуса.
В 1820 году сопровождал генерала H. H. Раевского, совершавшего с детьми поездку из Киева на Кавказские минеральные воды; с ними ехал и А. С. Пушкин. Был знаком с А. С. Грибоедовым. Воспоминания о встрече с Пушкиным в Екатеринославе и о совместной поездке с ним на Кавказ опубликовал в «Русском Вестнике»: Встреча с Пушкиным (1841. — Т. 1. — С. 273—274).
В 1825 году уволился с военной службы. Жил в Киеве, работал в больнице Приказа общественного призрения (Кирилловской); 31 декабря 1831 года был произведён в статские советники. С 1834 года до конца жизни служил в Киевском военном госпитале младшим, затем старшим ординатором в звании штаб-лекаря. Имел обширную практику и пользовался репутацией искусного врача.
Собрал библиотеку редких и старинных книг; в зрелые годы изучал новые языки, интересовался литературой, историей, политикой и богословскими вопросами.

## Творчество
Писал на русском и украинском языках стихотворения, оды, басни, сказки, песни, пародии, но не публиковал их. Ряд произведений посвящал и читал М. Максимовичу, А. И. Красовскому. Сын вывез его литературное наследие в Петербург, где оно погибло. Сохранившиеся стихотворения были опубликованы в журнале «Киевская старина» (1892. — май. — С. 193—224; июнь. — С. 363—398; июль. — С. 55-84; 1894. — июль. — С. 115—122) его внуком, В. П. Щербиной; в 1892 изданы отдельной брошюрой. Ряд басен и сказок на украинском языке (1840—1841) сохранился в архиве М. Максимовича.
- Рудыковский Е. П. Стихотворения // Щербина В. П. Из семейного архива. — Киев: тип. Г. Т. Корчак-Новицкого, 1892.

## Семья
Был женат на Екатерине Башловской.
У них было 14 детей: Александра (14.06.1818—?), Николай (10.02.1820—23.09.1888), Пётр, Анна, Мария, Иван, Владимир, Ольга, Надежда, Елизавета, Александр (1832—26.01.1896), Сергей, Евгений Андрей (1840—?).